# Arthenas
Arthenas és un municipi francès situat al departament del Jura i a la regió de Borgonya - Franc Comtat. L'any 2007 tenia 149 habitants.

## Demografia

### Població
El 2007 la població de fet d'Arthenas era de 149 persones. Hi havia 53 famílies de les quals 15 eren unipersonals (11 homes vivint sols i 4 dones vivint soles), 15 parelles sense fills i 23 parelles amb fills.
La població ha evolucionat segons el següent gràfic:
Habitants censats

### Habitatges
El 2007 hi havia 73 habitatges, 63 eren l'habitatge principal de la família, 4 eren segones residències i 6 estaven desocupats. 66 eren cases i 7 eren apartaments. Dels 63 habitatges principals, 54 estaven ocupats pels seus propietaris, 4 estaven llogats i ocupats pels llogaters i 5 estaven cedits a títol gratuït; 2 tenien dues cambres, 15 en tenien tres, 17 en tenien quatre i 28 en tenien cinc o més. 50 habitatges disposaven pel capbaix d'una plaça de pàrquing. A 25 habitatges hi havia un automòbil i a 28 n'hi havia dos o més.

### Piràmide de població
La piràmide de població per edats i sexe el 2009 era:
| Homes | Edats   | Dones |
| ----- | ------- | ----- |
| 0     | 95 o +  | 0     |
| 0     | 90 a 94 | 0     |
| 4     | 85 a 89 | 0     |
| 0     | 80 a 84 | 0     |
| 0     | 75 a 79 | 12    |
| 0     | 70 a 74 | 0     |
| 4     | 65 a 69 | 4     |
| 0     | 60 a 64 | 4     |
| 0     | 55 a 59 | 0     |
| 0     | 50 a 54 | 4     |
| 0     | 45 a 49 | 0     |
| 4     | 40 a 44 | 4     |
| 16    | 35 a 39 | 4     |
| 8     | 30 a 34 | 12    |
| 0     | 25 a 29 | 12    |
| 4     | 20 a 24 | 0     |
| 4     | 15 a 19 | 4     |
| 0     | 10 a 14 | 4     |
| 8     | 5 a 9   | 0     |
| 12    | 0 a 4   | 8     |

## Economia
El 2007 la població en edat de treballar era de 94 persones, 65 eren actives i 29 eren inactives. De les 65 persones actives 62 estaven ocupades (31 homes i 31 dones) i 3 estaven aturades (1 home i 2 dones). De les 29 persones inactives 16 estaven jubilades, 10 estaven estudiant i 3 estaven classificades com a «altres inactius».

### Ingressos
El 2009 a Arthenas hi havia 62 unitats fiscals que integraven 152 persones, la mediana anual d'ingressos fiscals per persona era de 15.970 €.

### Activitats econòmiques
Dels 8 establiments que hi havia el 2007, 1 era d'una empresa alimentària, 1 d'una empresa de construcció, 1 d'una empresa de transport, 4 d'entitats de l'administració pública i 1 d'una empresa classificada com a «altres activitats de serveis».
L'únic servei als particulars que hi havia el 2009 era un paleta.
L'any 2000 a Arthenas hi havia 10 explotacions agrícoles.

## Poblacions més properes
El següent diagrama mostra les poblacions més properes.